# Wassian (biskup kazański)
Wassian, imię świeckie nieznane (zm. 1575 w Kazaniu) – rosyjski biskup prawosławny.

## Życiorys
Jego pochodzenie i działalność w życiu świeckim nie są znane. Pierwsza informacja o nim pochodzi z 1558, gdy został przełożonym monasteru Ipatiewskiego w Kostromie z godnością ihumena. Jako przełożony wspólnoty wzniósł w monasterze cerkiew Narodzenia Matki Bożej oraz powiększył główny sobór Trójcy Świętej. W 1569 wyznaczono go na przełożonego Monasteru Nowospasskiego, gdzie również prowadził prace budowlane, wznosząc wokół monasteru mur obronny. Jako przełożony Monasteru Nowospasskiego wziął udział w soborze Rosyjskiego Kościoła Prawosławnego w 1572, na którym wybrany został metropolita moskiewski Antoni, a biskupi, wbrew zasadom prawa kanonicznego, uznali za legalne czwarte małżeństwo Iwana Groźnego z Anną Kołtowską.
14 lutego 1575 przyjął z rąk metropolity Antoniego chirotonię biskupią i objął katedrę kazańską i swijaską. Zmarł po czterech tygodniach od chirotonii i został pochowany w katedralnym soborze Zwiastowania w Kazaniu.